# Kreuzspitze (Ötztal)
Pour les articles homonymes, voir Kreuzspitze.
La Kreuzspitze (littéralement « pointe de la Croix ») est un sommet des Alpes, à 3 455 m d'altitude, dans le massif de l'Ötztal, en Autriche, dans le Land du Tyrol.